# Município de Madison (condado de Perry, Ohio)
O município de Madison (em inglês: Madison Township) é um município localizado no condado de Perry no estado estadounidense de Ohio. No ano de 2010 tinha uma população de 1.377 habitantes e uma densidade populacional de 22,78 pessoas por km².

## Geografia
O município de Madison encontra-se localizado nas coordenadas 39° 51′ 38″ N, 82° 11′ 06″ O. Segundo o Departamento do Censo dos Estados Unidos, o município tem uma superfície total de 60.43 km², da qual 60,19 km² correspondem a terra firme e (0,41 %) 0,25 km² é água.

## Demografia
Segundo o censo de 2010, tinha 1.377 habitantes residindo no município de Madison. A densidade populacional era de 22,78 hab./km². Dos 1.377 habitantes, o município de Madison estava composto pelo 96,22 % brancos, o 0,36 % eram afroamericanos, o 1,02 % eram amerindios, o 0,22 % eram asiáticos e o 2,18 % eram de uma mistura de raças. Do total da população o 0,51 % eram hispanos ou latinos de qualquer raça.